# Onciale 093
- Papyrus
- Onciale
- Minuscules
- Lectionnaire

Le Codex 093, portant le numéro de référence 093 (Gregory-Aland), est un manuscrit du parchemin du Nouveau Testament en écriture grecque onciale. 

## Description
Le codex se compose de deux folios. Il est écrit sur deux colonnes, avec 24 lignes par colonne. Les dimensions du manuscrit sont de 25 x 18. Les paléographes datent ce manuscrit du VIe siècle. C'est un palimpseste dont le texte initial est en hébreu. 
Contenu
C'est un manuscrit contenant des textes des Actes des Apôtres 24:22-25:5 et 1 Pierre 2:22-24; 3:1,3-7. 
Texte
Le texte du codex représenté type  byzantin pour Actes des Apôtres et alexandrin pour 1 Pierre. Kurt Aland le classe en Catégorie V en Actes et Catégorie II en 1 Pierre. 
Lieu de conservation
Le codex est actuellement conservé à la Bibliothèque de l'Université de Cambridge (Taylor-Schechter Coll. 12,189), à Cambridge,.